# Bateau lance-missiles
 (août 2010).
Si vous disposez d'ouvrages ou d'articles de référence ou si vous connaissez des sites web de qualité traitant du thème abordé ici, merci de compléter l'article en donnant les références utiles à sa vérifiabilité et en les liant à la section « Notes et références ».

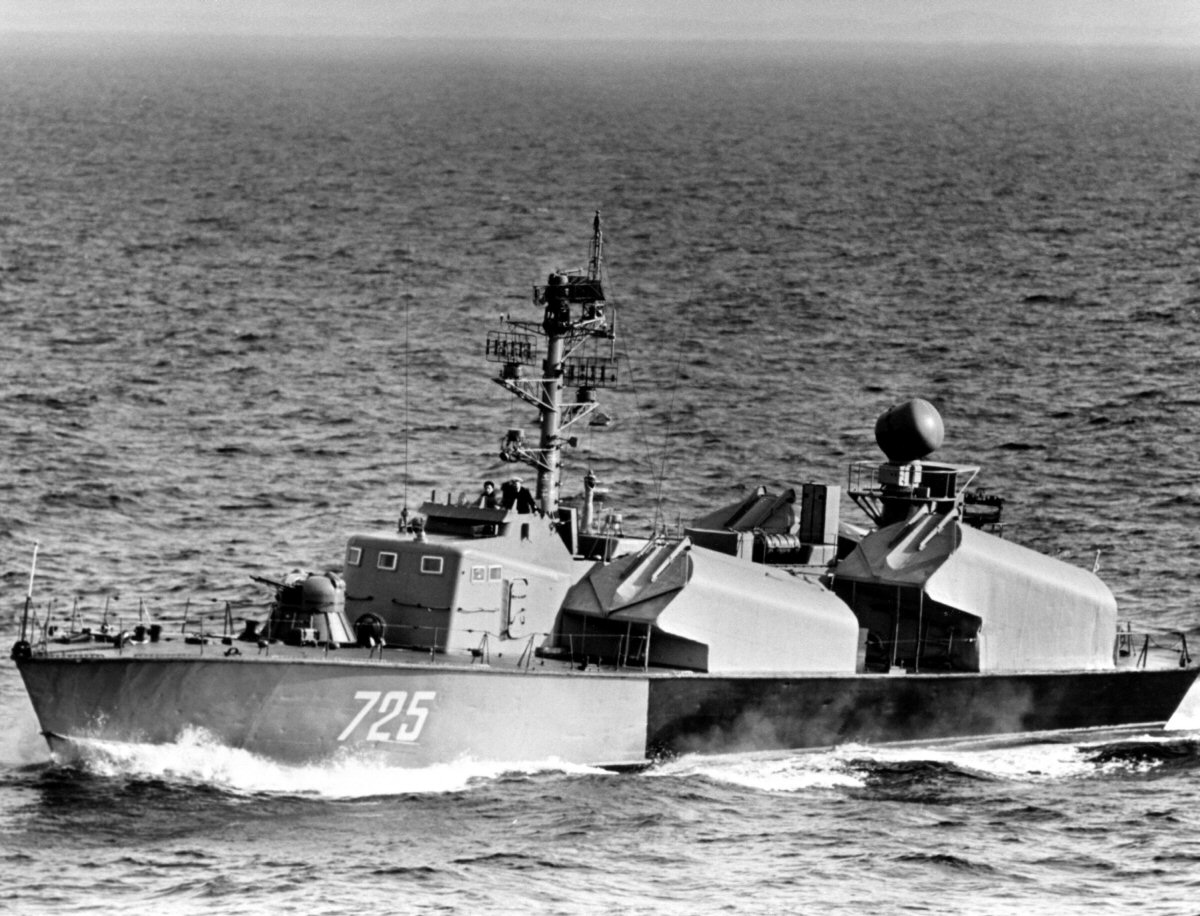
Un bateau lance-missiles de Classe Osa I en 1983. La classe Osa est probablement le plus grand nombre de vedettes lance-missiles à avoir été construite.

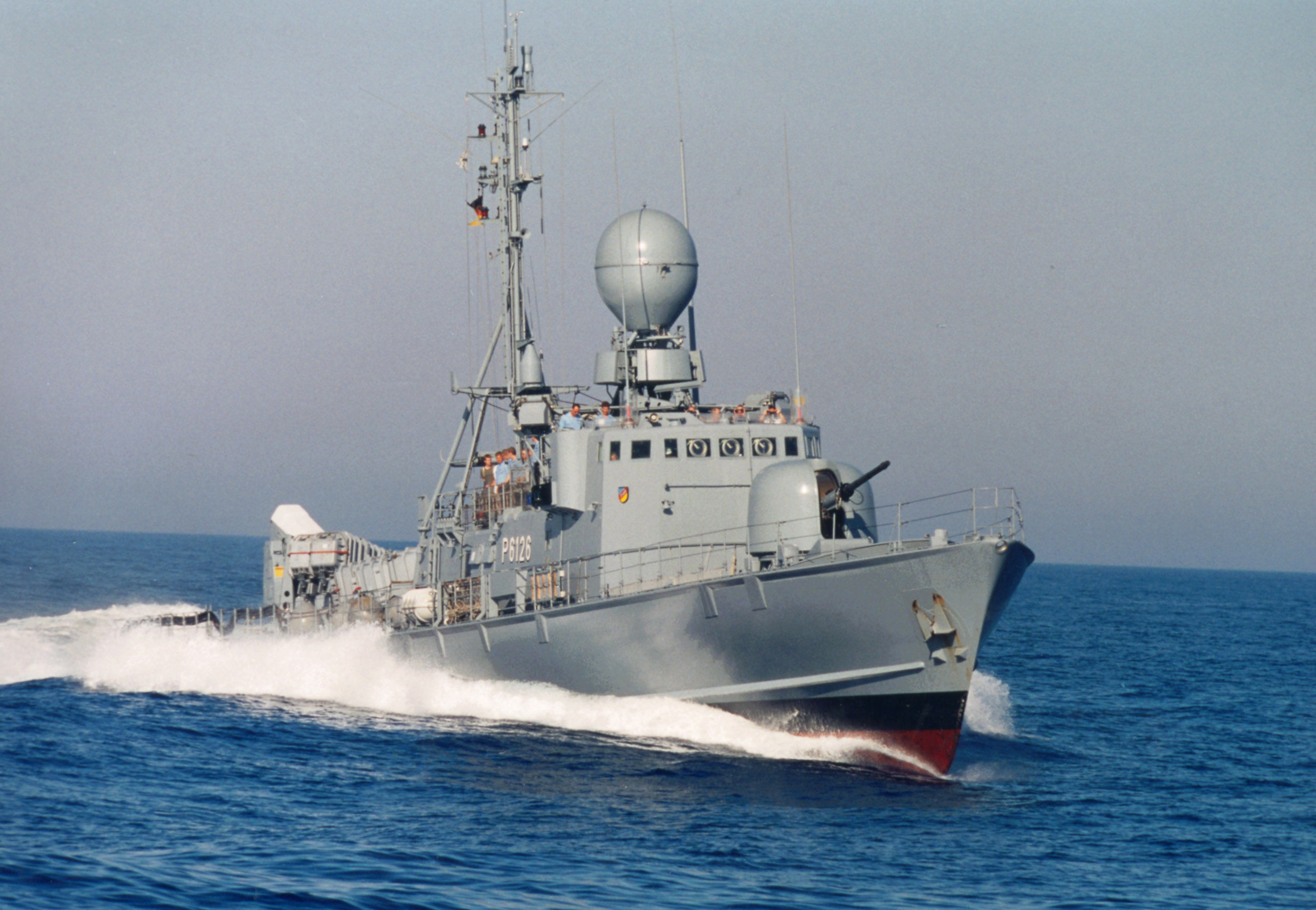
Classe Guepard de la marine allemande

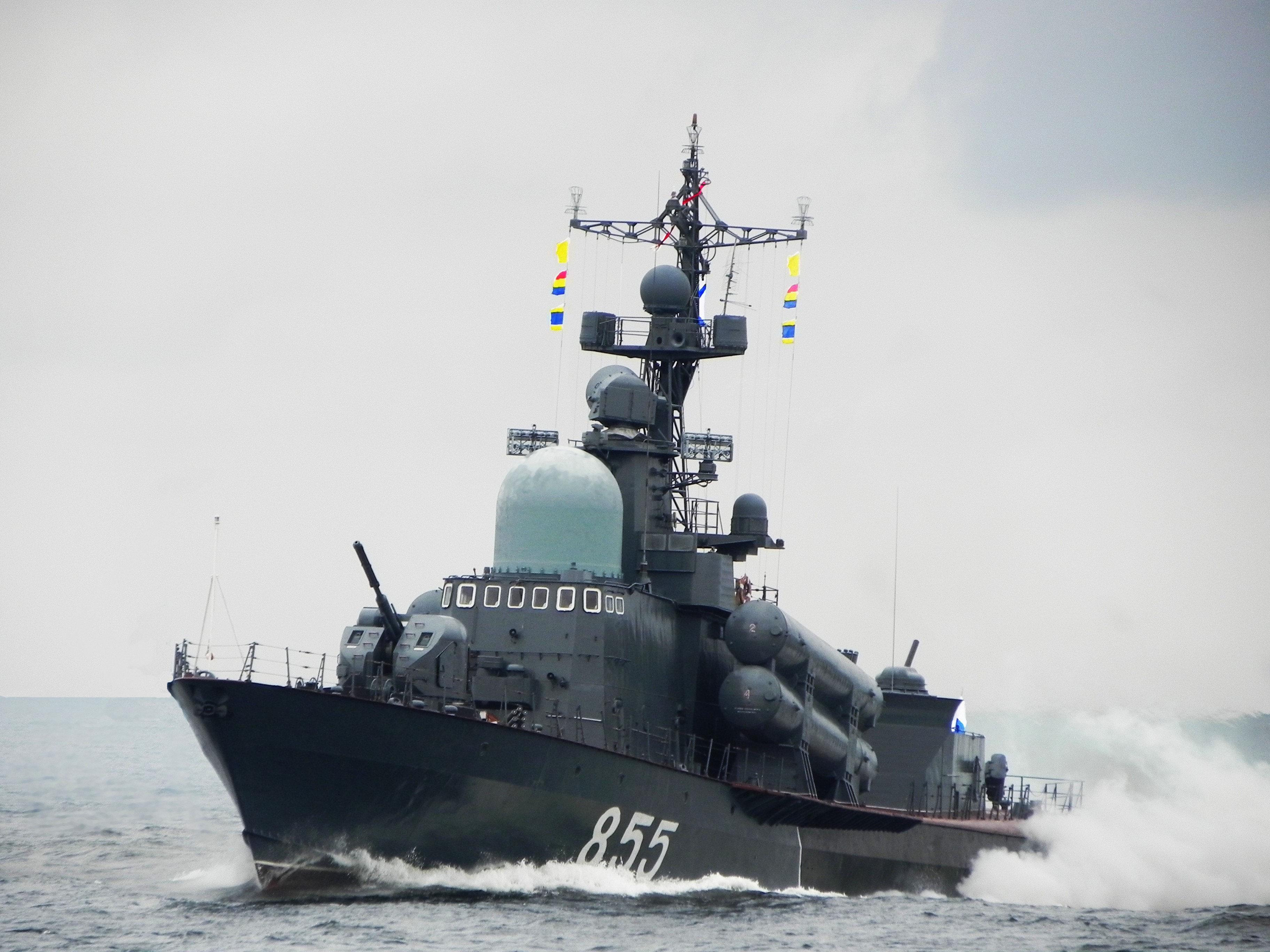
Classe Tarentul de la marine russe

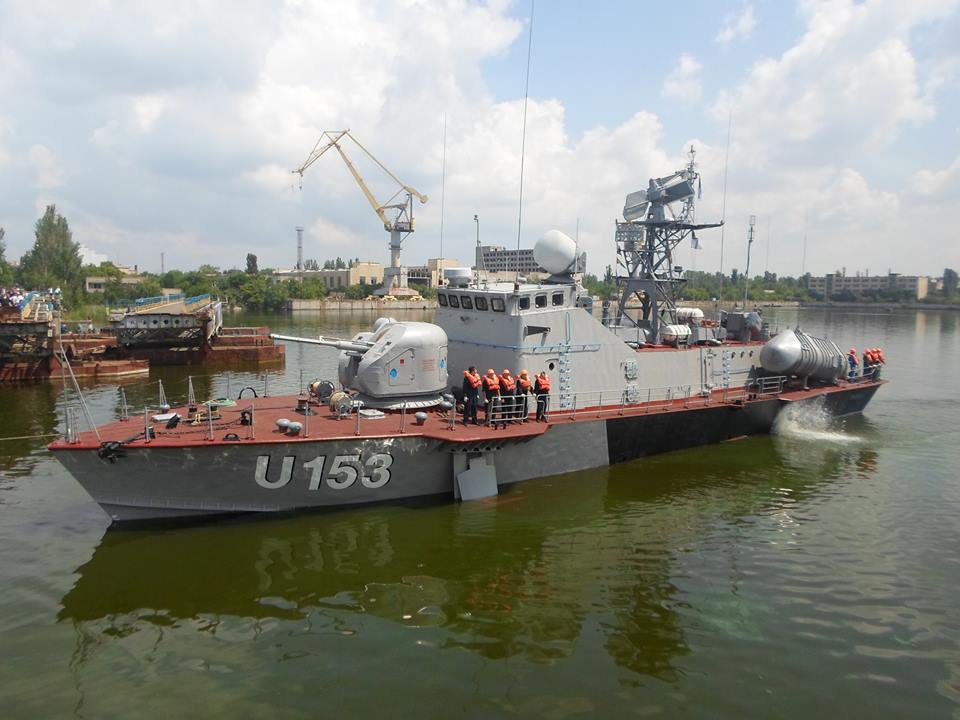
Classe Matka de la marine russe

Un bateau lance-missiles est une petite embarcation armée de missiles antinavires. Le fait d'être une petite embarcation rend les vedettes lance-missiles populaires auprès des nations qui sont à la recherche d'une marine peu coûteuse. Elles sont semblables à l'idée de torpilleurs de la Seconde Guerre mondiale : en effet, les premiers bateaux lance-missiles ont été des torpilleurs modifiés en remplaçant plusieurs tube lance-torpilles par des tubes lance-missiles.

## Doctrine militaire
La doctrine à propos de l'utilisation de vedettes lance-missiles repose sur le principe de la mobilité en matière de défense. L'avènement des missiles et les technologies électroniques de contre-mesure ont donné naissance à l'idée que, parce qu'un missile est beaucoup plus précis qu'un obus et peut même pénétrer les coques des cuirassés les plus lourds, les navires de guerre devraient désormais être conçus pour dominer en manœuvrant plus habilement que leurs ennemis et arriver à une meilleure position les premiers.